# Myrans gård
Myrans gård (uttal: my:ras) är ett gammalt rusthåll i Sjundeå i det finländska landskapet Nyland. De äldsta delarna av gårdens huvudbyggnad i empirstil härstammar från 1700-talet. Flyglar på norra sidan av byggnaden byggdes i början av 1800-talet och glasverandan på 1870-talet. Till gården leder ett par kilometer lång trädallé, skyddad enligt naturskyddslagen. Gården har ägts av släkten Le Bell. Mellan 1883 och 1906 fanns det en mejeriskola på Myrans. En av gårdens ägare, Fredrik Adolf Le Bell, grundade det första mejeriet i Nummis 1880.
I Sjundeå S:t Petri kyrka finns en takljuskrona som har donerats av Myrans och Hollstens gårdars ägare år 1688.